# Atletismo nos Jogos Pan-Americanos de 1999 - Maratona feminina
A prova da maratona feminina nos Jogos Pan-Americanos de 1999 foi realizada em 25 de julho de 1999.

## Medalhistas
| Ouro                    | Prata                           | Bronze                         |
| Érika Olivera CHI Chile | Iglandini González COL Colômbia | Viviany de Oliveira BRA Brasil |

### Final
| Posição          | Nome                | Nacionalidade      | Tempo   | Notas |
| ---------------- | ------------------- | ------------------ | ------- | ----- |
| Medalha de ouro  | Érika Olivera       | CHI Chile          | 2:37:41 | PR    |
| Medalha de prata | Iglandini González  | COL Colômbia       | 2:40:06 |       |
| 3                | Viviany de Oliveira | BRA Brasil         | 2:40:55 |       |
| 4                | Marlene Flores      | CHI Chile          | 2:43:59 |       |
| 5                | Patrícia Jardon     | MEX México         | 2:44:52 |       |
| 6                | María Elena Reyna   | MEX México         | 2:50:30 |       |
| 7                | Jennifer Crain      | USA Estados Unidos | 2:54:19 |       |
| 8                | Gina Coello         | HON Honduras       | 3:00:17 |       |
| 9                | Kriscia García      | ESA El Salvador    | 3:07:03 |       |